# E3 Saxo Classic 2024
De 66e editie van de E3 Saxo Classic werd in 2024 georganiseerd op 22 maart 2024. Winnaar in 2023 was Wout van Aert en op datzelfde podium stond Mathieu van der Poel op de tweede trede. Deze editie was het van der Poel die aan het langste eind trok, gevolgd door de Belg Jasper Stuyven Van Aert nam de derde plek in op het podium. 
De wedstrijd was onderdeel van de UCI World Tour 2024.

## Uitslag
| Plaats  | Naam                 | Ploeg                   | tijd     |
| ------- | -------------------- | ----------------------- | -------- |
| Winnaar | Mathieu van der Poel | Alpecin-Deceuninck      | 4u39'28" |
| 2       | Jasper Stuyven       | Lidl-Trek               | + 1'31"  |
| 3       | Wout van Aert        | Team Visma-Lease a Bike | + 1'34"  |
| 4       | Tim Wellens          | UAE Team Emirates       | + 1'48"  |
| 5       | Matteo Jorgenson     | Team Visma-Lease a Bike | + 1'50"  |
| 6       | Jhonatan Narváez     | INEOS Grenadiers        | + 1'52"  |
| 7       | Nils Politt          | UAE Team Emirates       | + 2'48"  |
| 8       | Toms Skujiņš         | Lidl-Trek               | z.t.     |
| 9       | Vincenzo Albanese    | Arkéa-B&B Hotels        | z.t.     |
| 10      | Alex Kirsch          | Lidl-Trek               | z.t.     |

1958 · 1959 · 1960 · 1961 · 1962 · 1963 · 1964 · 1965 · 1966 · 1967 · 1968 · 1969 · 1970 · 1971 · 1972 · 1973 · 1974 · 1975 · 1976 · 1977 · 1978 · 1979 · 1980 · 1981 · 1982 · 1983 · 1984 · 1985 · 1986 · 1987 · 1988 · 1989 · 1990 · 1991 · 1992 · 1993 · 1994 · 1995 · 1996 · 1997 · 1998 · 1999 · 2000 · 2001 · 2002 · 2003 · 2004 · 2005 · 2006 · 2007 · 2008 · 2009 · 2010 · 2011 · 2012 · 2013 · 2014 · 2015 · 2016 · 2017 · 2018 · 2019 · 2020 · 2021 · 2022 · 2023 · 2024 · 2025

Lijst van beklimmingen
Tour Down Under ·
Great Ocean Road Race ·
Ronde van de Verenigde Arabische Emiraten ·
Omloop Het Nieuwsblad ·
Strade Bianche ·
Parijs-Nice · 
Tirreno-Adriatico · 
Milaan-San Remo ·
Ronde van Catalonië ·
Classic Brugge-De Panne ·
E3 Saxo Classic ·
Gent-Wevelgem ·
Dwars door Vlaanderen ·
Ronde van Vlaanderen ·
Ronde van het Baskenland ·
Parijs-Roubaix ·
Amstel Gold Race ·
Waalse Pijl ·
Luik-Bastenaken-Luik ·
Ronde van Romandië ·
Eschborn-Frankfurt ·
Ronde van Italië ·
Critérium du Dauphiné ·
Ronde van Zwitserland ·
Ronde van Frankrijk ·
Clásica San Sebastián ·
Ronde van Polen ·
Bretagne Classic ·
BEMER Cyclassics ·
Renewi Tour ·
Ronde van Spanje ·
GP van Quebec ·
GP van Montreal ·
Ronde van Lombardije ·
Ronde van Guangxi